# Столкновение над Вашингтоном (2025)
Вечером 29 января 2025 года над рекой Потомак в Вашингтоне столкнулись заходивший на посадку самолёт Bombardier CRJ-701ER, следовавший из Уичито, и вертолёт американской армии Sikorsky VH-60M Black Hawk; после столкновения оба летательных аппарата рухнули в реку. В катастрофе погибли 67 человек — 64 на CL-600-2C10 (60 пассажиров и 4 члена экипажа) и 3 на VH-60. Это крупнейшая авиакатастрофа в истории Bombardirer CRJ.
Столкновение над Вашингтоном стало первой крупной авиакатастрофой пассажирского самолёта в США за 16 лет после катастрофы DHC-8 под Буффало в 2009 году и первой катастрофой с участием самолёта группы компаний American Airlines, приведшей к гибели пассажиров, со времён катастрофы Airbus A300 в Нью-Йорке в 2001 году. Также оно стало второй авиакатастрофой, произошедшей на реке Потомак — первая произошла 13 января 1982 года, когда Boeing 737 авиакомпании Air Florida врезался в автомобильный мост и рухнул в воду. 

## Сведения о воздушных судах

### Bombardier CRJ700
Самолёт Bombardier CL-600-2C10 (регистрационный номер N709PS, серийный 10165) был выпущен в сентябре 2004 года под тестовым бортовым номером C-FCHO. 27 октября того же года был передан авиакомпании MidAtlantic Airways (выполнявшей рейсы под торговой маркой US Airways Express), в которой получил б/н N165MD. 25 января 2005 года был куплен авиакомпанией PSA Airlines (в ней сменил два б/н — N165MD и N709PS); с 9 декабря 2013 года после слияния US Airways и American Airlines выполнял рейсы под торговой маркой American Eagle Airlines. Был оснащён двумя турбовентиляторными двигателями General Electric CF34-8C5.
16 февраля 2017 года борт N709PS попал в обошедшееся без человеческих жертв и серьёзных повреждений авиационное происшествие в аэропорту Шарлотт/Дуглас (Шарлотт, Северная Каролина), где во время разбега по взлётно-посадочной полосе (ВПП) столкнулся с выбежавшим на неё оленем.

#### Экипаж и пассажиры
Во время последнего полёта на борту самолёта находилось 60 пассажиров и 4 члена экипажа. Состав экипажа самолёта был следующим:
- Командир воздушного судна (КВС) — 34-летний Джонатан Кампос (англ. Jonathan Campos). Окончил Университет аэронавтики Эмбри-Риддла[англ.] в Дейтона-Бич по специальности «наука аэронавтики» в 2015 году. В авиакомпании PSA Airlines проработал 6 лет[1][17].
- Второй пилот — 28-летний Сэмюэл Лилли (англ. Samuel Lilley)[1]. Окончил Южный университет Джорджии[англ.][18]. Проработал в авиакомпании 2 года[19].

В салоне самолёта работали двое бортпроводников:
- Данэйжа Элдер (англ. Danasia Elder), 34 года[21].
- Иан Эпштейн (англ. Ian Epstein), 53 года[22].

### Sikorsky VH-60
Вертолёт Sikorsky VH-60M Black Hawk (регистрационный номер 00-26860) принадлежал Армии США, последний полёт выполнял под позывным PAT25 (Priority Air Transport). Полёты под данным позывным зарезервированы для перевозки руководителей или высокопоставленных официальных лиц США.
Вертолёт вылетел с аэродрома Дэвисон военной базы Форт-Бельвуар, на его борту находились трое военнослужащих Армии США; руководителей или высокопоставленных должностных лиц на борту не было. По заявлению Объединённой оперативной группы Национального столичного региона, борт принадлежал роте B 12-го авиационного батальона и во время катастрофы выполнял учебный полёт.

#### Экипаж
На борту вертолёта находились 3 военных армии США:
- Командир экипажа — 29-летний штаб-сержант и старший команды обслуживания Райан О’Хара (англ. Ryan O'Hara)[28][29]. Налетал свыше 500 часов[1].
- Помощник командира — 28-летняя военнослужащая в звании капитана Ребекка Лобач (англ. Rebecca Lobach). Налетала свыше 450 часов[30].
- Пилот-наблюдатель — 39-летний уорент-офицер 2-го класса Эндрю Ивс (англ. Andrew Eaves)[31]. Имел налёт около 1000 часов[1].

## Хронология событий

### Столкновение
Лайнер Bombardier CL-600-2C10 борт N709PS, следовавший рейсом JIA5342 в Вашингтон, вылетел из Национального аэропорта имени Дуайта Эйзенхауэра в Уичито (Канзас) в 18:39 EST (ожидаемое время прибытия — около 21:00). Вертолёт Sikorsky VH-60M Black Hawk борт 00-26860 вылетел с базы Форт-Бельвуар (Виргиния) с целью выполнения тренировочного полёта в 20:39. В 20:42 экипаж рейса 5342 связался с вышкой аэропорта назначения и запросил посадку на ВПП № 01, но авиадиспетчер указал пилотам использовать вместо неё взлётную полосу № 33.
Менее чем за 30 секунд до катастрофы авиадиспетчер УВД спросил у экипажа VH-60, наблюдают ли они рейс JIA5342, который в это время выполнял заход на посадку. Член экипажа вертолёта ответил утвердительно, запросил «визуальное разделение» и получил разрешение на него от авиадиспетчера. За несколько секунд до столкновения авиадиспетчер разрешил экипажу вертолёта пройти сзади рейса 5342.
В 20:48 EST рейс JIA5342 столкнулся с бортом 00-26860, после чего вертолёт взорвался и рухнул в реку Потомак. Радиолокационный ответчик рейса 5342 прекратил передачу на высоте 91 метр, после чего самолёт также рухнул в реку. Момент столкновения попал на камеру наблюдения центра исполнительских искусств имени Джона Ф. Кеннеди. Позднее появились другие видеозаписи. После падения в реку CRJ700 «развалился пополам» и ушёл под воду на глубину около двух метров.
Сразу после столкновения авиадиспетчеры аэропорта имени Рональда Рейгана стали перенаправлять другие самолёты в расположенные поблизости аэропорты, включая аэропорт имени Даллеса, Балтимор-Вашингтон и Ричмонд. Аэропорт имени Рональда Рейгана оставался закрыт до 11:00 30 января.

### Поисково-спасательная операция
Первое сообщение о столкновении воздушных судов департамент столичной полиции округа Колумбия получил в 20:53 местного времени. На место катастрофы были немедленно направлены сотрудники экстренных служб, в том числе пожарной охраны и службы неотложной медицинской помощи округа Колумбия. Для поиска выживших и тел погибших на место крушения были направлены пожарные катера. Согласно первоначальным сообщениям спасательных служб, были обнаружены погибшие. Полиция штата Мэриленд мобилизовала водолазов; для оказания помощи в поисковых работах были также задействованы воздушные суда полицейского управления округа Колумбия, парковой полиции США, полиции природных ресурсов Мэриленда, полицейского управления округа Принс-Джордж и полицейского управления округа Фэрфакс. Поисковые усилия были затруднены из-за низких температур и льда — ближайший к месту катастрофы буй зафиксировал температуру воды 2 °C. Управление транзита столичного округа Вашингтон направило для оказания помощи «обогревательные автобусы».
По заявлению представителей Федерального бюро расследований (ФБР), агентство окажет помощь в проведении спасательной операции, а признаков терроризма в авиационном инциденте обнаружено не было.
30 января специалисты перешли от спасательной операции к восстановительной в связи с тем, что найти выживших не представляется возможным.

### Погибшие
В течение нескольких часов сотрудники правоохранительных органов и другие источники подтвердили гибель людей в результате катастрофы, а также то, что некоторые тела были извлечены из реки Потомак. К 4 февраля были обнаружены тела всех 67 погибших.
По меньшей мере 3 пассажира имели гражданство России, ещё 2 — гражданство Китая, также на борту находился 1 гражданин Филиппин, 1 гражданин Пакистана, двое американцев польского происхождения, неопределённое число граждан Германии, 1 гражданин Дании и двое эмигрантов из Латвии.
Федерация фигурного катания США подтвердила, что на борту авиалайнера находились в том числе спортсмены, тренеры и члены их семей, которые возвращались домой после участия в Национальном лагере развития, проводившемся совместно с чемпионатом США по фигурному катанию в Уичито. На борту находились чемпионы мира 1994 года в парном катании в составе сборной России Евгения Шишкова и Вадим Наумов, а также бронзовый призёр чемпионата СССР 1979 года в парном катании Инна Волянская и бывший российский фигурист Александр Кирсанов, которые занимались тренерской работой с американской сборной.
Список погибших спортсменов — Спенсер Лэйн; Джина Хан; Эдди Чжоу; Эверли Ливингстон, Лидия Ливингстон; Франко Апарисио; Шон Кей; Анджела Янг.

## Последствия катастрофы
31 января 2025 года Федеральное управление гражданской авиации ограничило полёты вертолётов вблизи аэропорта имени Рональда Рейгана. Управление на неопределённый срок закрыло вертолётный маршрут (Route 4), по которому летел борт 00-26860, когда он столкнулся с авиалайнером. Также был закрыт другой маршрут (называемый Route 1), который проходит к югу от моста Ки и соединяет Джорджтаун в Вашингтоне с Росслином в Виргинии. Оба коридора остаются открытыми только для полицейских, медицинских, военных и президентских полётов.
31 января авиакомпания American Airlines сменила номер рейса Уичито—Вашингтон с JIA5342 на JIA5677.

## Реакция
Генеральный директор авиакомпании American Airlines Роберт Айсом в видеообращении заявил, что пилоты авиалайнера были опытными. Авиакомпания запустила горячую линию для членов семей пассажиров рейса 5342 и прекратила выполнение рейсов Уичито—Вашингтон до вечера 31 января. 30 января Пентагон приказал 12-му авиационному батальону Армии США — подразделению Сухопутных войск, которому принадлежал разбившийся вертолёт — приостановить полёты на 48 часов. Министр обороны США Пит Хегсет заявил, что экипаж борта 00-26860 был «довольно опытным».
Президент США Дональд Трамп был проинформирован о случившемся вскоре после катастрофы. В социальной сети Truth Social он назвал столкновение «плохой ситуацией, которую нужно было предотвратить», а позднее заявил: «Да благословит Бог их [погибших] души» и поблагодарил экстренные службы. На пресс-конференции утром 30 января Трамп подчеркнул, что свяжется со странами происхождения неамериканцев, находившихся на борту, включая российских фигуристов. Он назвал случившееся «часом боли» для США и призвал к национальному объединению. Также Трамп выступил с критикой бывших президентов Барака Обамы и Джо Байдена, которые, по его словам, в рамках политики «разнообразия, равенства и инклюзивности» снизили требования при наборе авиадиспетчеров. Министр транспорта США Шон Даффи объявил о начале работы над реформой FAA.
Свои соболезнования выразили официальные лица ряда стран, а также пресс-секретарь Генерального секретаря ООН Стефан Дюжаррик. Соболезнования выразили также Международный союз конькобежцев (ISU) и президент Международного олимпийского комитета Томас Бах. Второй день чемпионата Европы по фигурному катанию 2025 и матч российской КХЛ между командами «Витязь» и «Трактор» начались с минуты молчания в память о погибших в катастрофе.

## Обстоятельства катастрофы
Современные воздушные суда оснащаются системой предупреждения столкновений самолётов в воздухе (TCAS). Однако, как правило, она оповещает экипаж об опасном сближении, если полёт проходит на высоте более 1000 футов (около 300 метров), в то время как столкновение произошло на высоте 91 метр.
Воздушное пространство Вашингтона является одним из самых перегруженных в США. Оно также характеризуется наличием ряда ограничений, включая бесполётные зоны над такими объектами, как Белый дом и Пентагон. В довольно ограниченном районе, разрешённом для полётов, скапливается множество бортов. Маршруты следования вертолётов над рекой Потомак и траектория захода на посадку в аэропорт имени Рональда Рейгана пересекаются.
Согласно внутреннему предварительному отчёту Федерального управления гражданской авиации США, во время катастрофы количество сотрудников диспетчерской службы в аэропорту было «ненормальным для времени суток и интенсивности движения» — один авиадиспетчер обслуживал одновременно и вертолётные перевозки, и взлётно-посадочные операции самолётов, хотя обычно эти обязанности возлагаются на двух человек. Газета «The New York Times» отметила, что, «как и в большинстве других центров управления воздушным движением в стране, в аэропорту Рейгана в течение многих лет не хватало персонала».

## Расследование
Расследование причин столкновения над Вашингтоном будут проводить Национальный совет по безопасности на транспорте (NTSB), Федеральное управление гражданской авиации США (FAA), Министерство обороны США и Армия США.
Фюзеляж рейса 5342 был найден перевёрнутым в трёх участках реки, и по состоянию на 3 февраля несколько из его частей были извлечены. Вечером того же дня оба бортовых самописца рейса 5342 были извлечены из-под обломков и доставлены в лабораторию NTSB для расшифровки. К 31 января был найден бортовой самописец борта 00-26860.
30 января NTSB сообщил, что планирует представить предварительный отчёт расследования в течение 30 дней. Будет рассмотрен широкий спектр потенциальных причин столкновения.